# چای در ایران

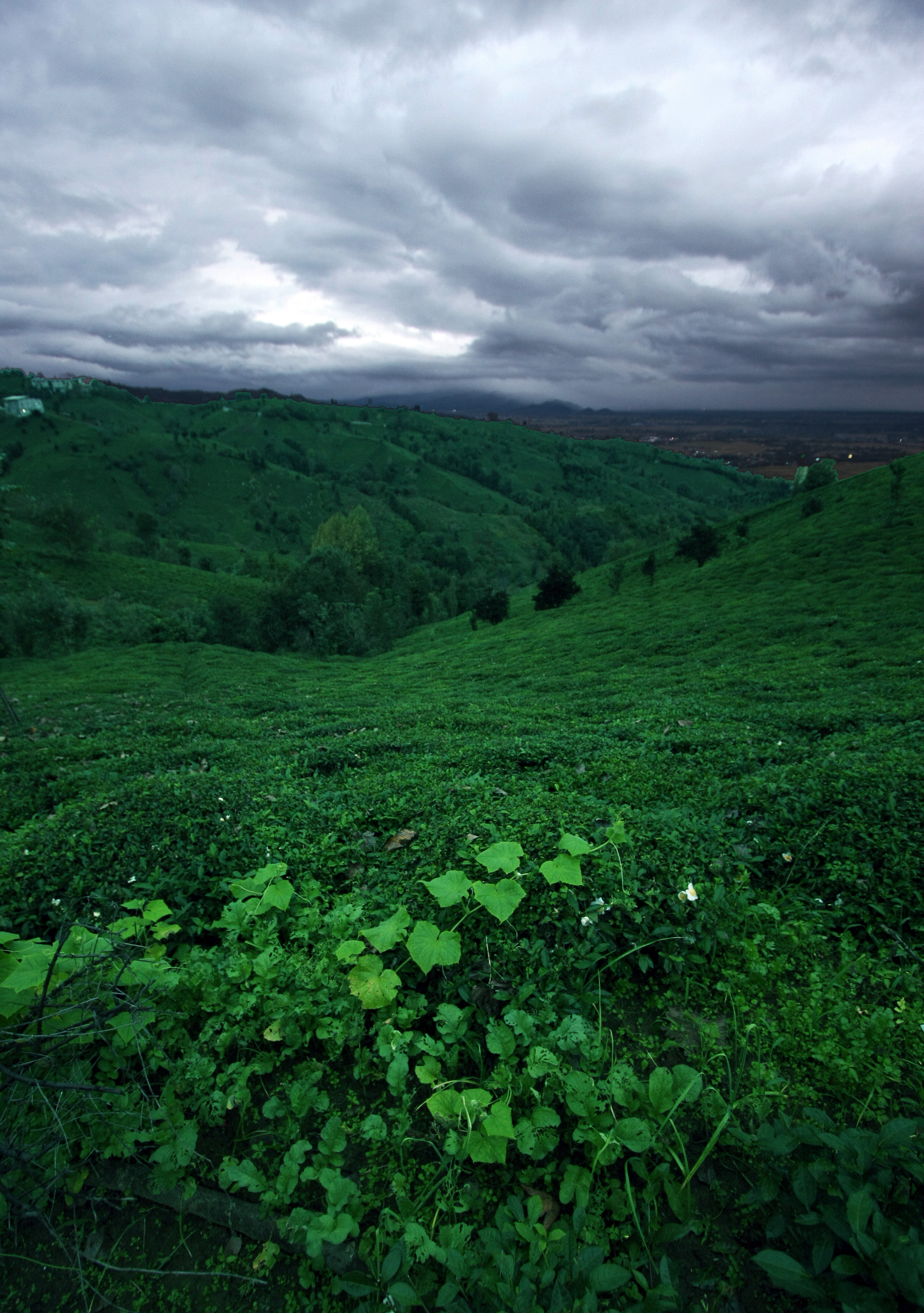
کشتزار چای در گیلان.

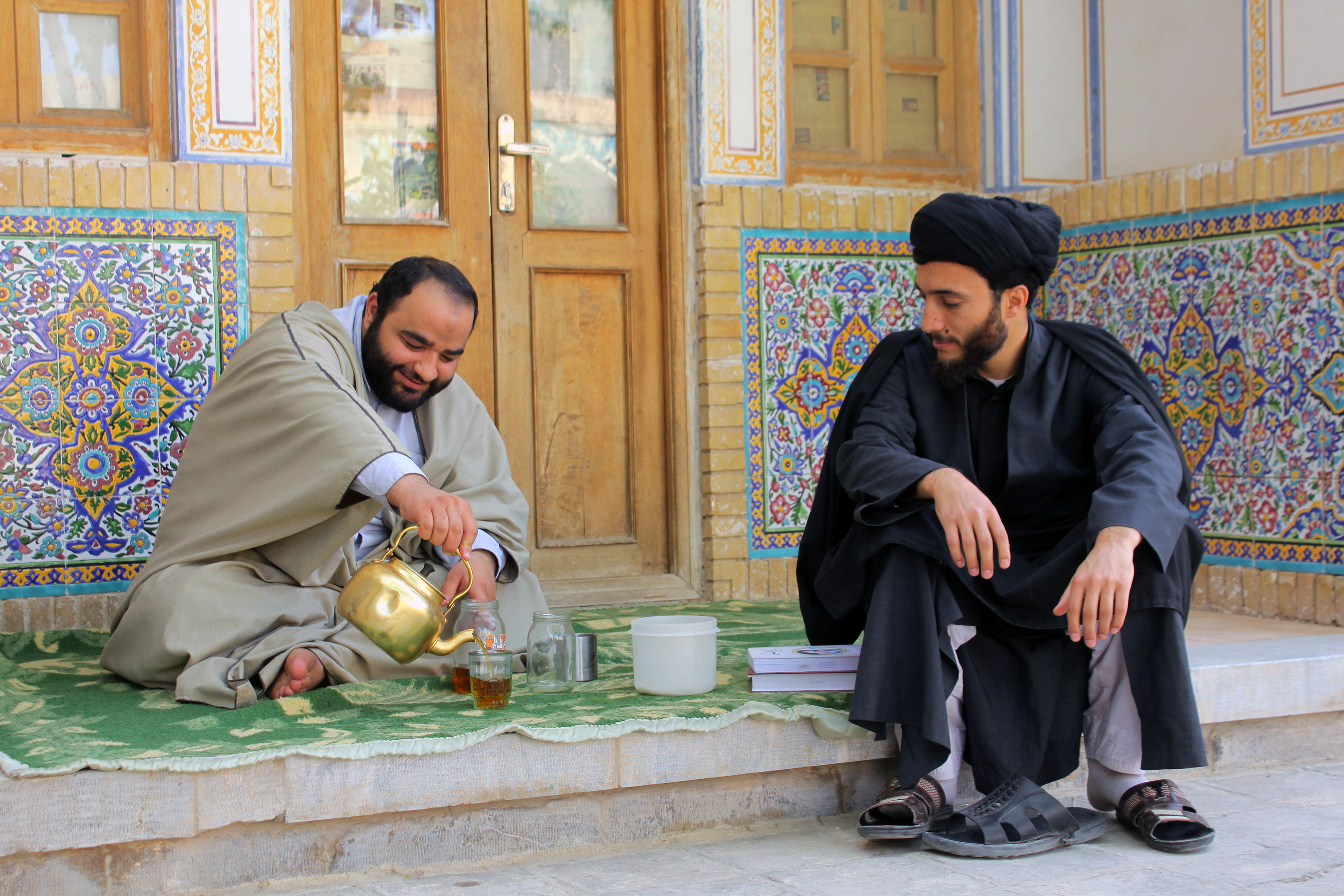
دو طلبه در حال نوشیدن چای

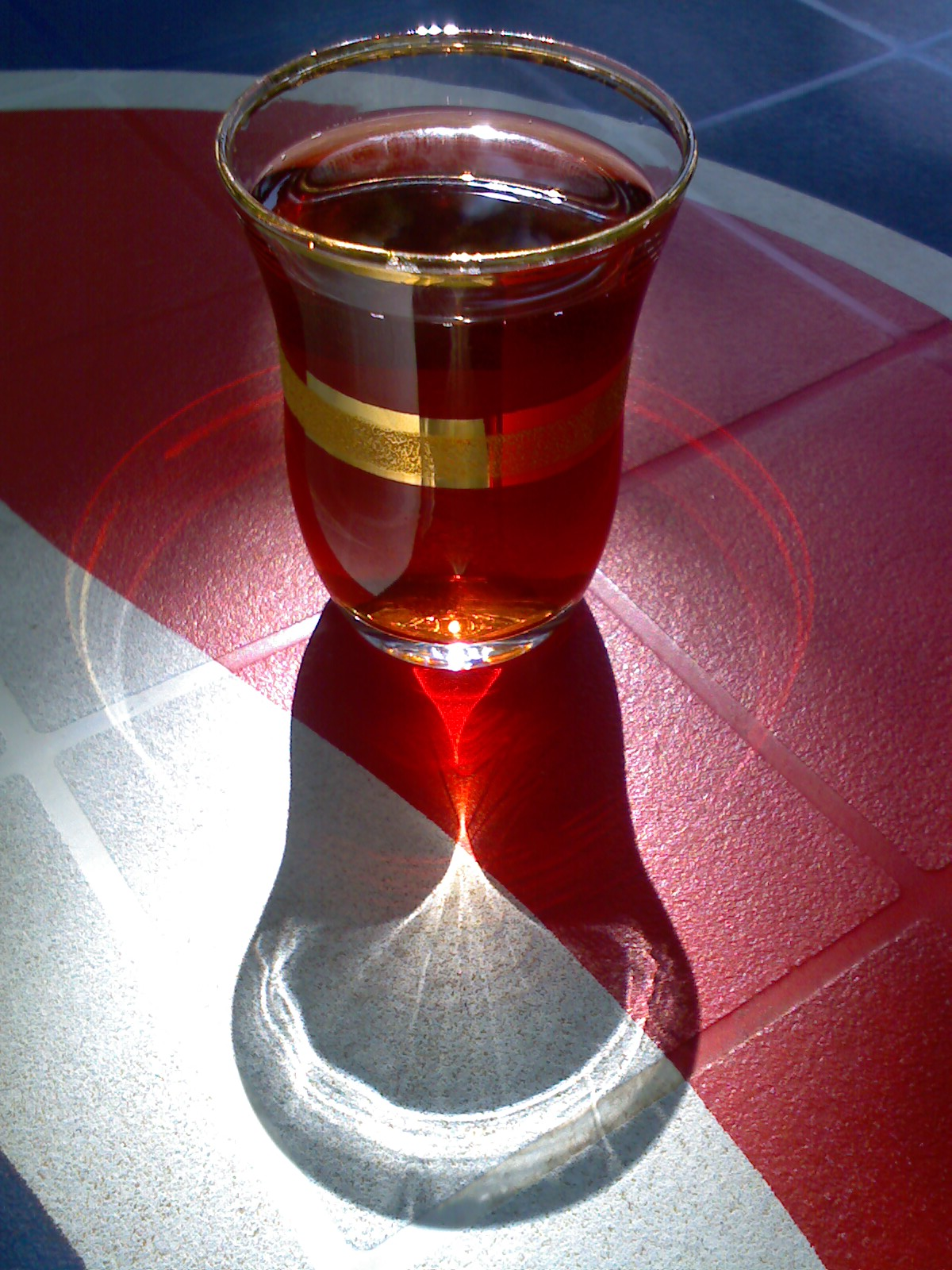
چای منطقه خاورمیانه

سابقه مصرف چای در ایران به عنوان یک نوشیدنی سطح بالا به قرن هفدهم میلادی می‌رسد و استان گیلان خاستگاه اولیه کشت چای در ایران است.
امروزه مصرف چای، یکی از اجزای جدایی ناپذیر زندگی عادی مردم در ایران است. اما سابقه مصرف چای در ایران، کمتر از دو قرن است. با این حال، برخی معتقدند که پیشینهٔ مصرف چای در ایران به سده دوم میلادی می‌رسد و برخی از جهانگردان از چایخانه‌هایی سخن گفته‌اند که بزرگان و توانگران در آن جا جمع می‌شدند و چای می‌نوشیدند. 
مشخص نیست ایرانیان چه زمانی اولین بار با این نوشیدنی آشنا شدند. بیرونی در کتاب الصیدنه اش که در نیمهٔ اول قرن پنجم نوشته شده، جزئیاتی در خصوص گیاه چای و استفاده از آن به عنوان نوشیدنی در تبت و چین آورده‌است. ظاهراً عادت چای نوشی تا قرن هفتم هجری به غرب آسیا نرسیده و ممکن است مغول‌ها در اشاعهٔ آن تأثیر داشته باشند. امیرکبیر، ممکن است نقشی در ترویج چای در ایران داشته باشد؛ او از دولت فرانسه دو دست ظروف چای خوری، شامل سماور نقره‌ای، وی یکی دیگر را از تاجری روس دریافت کرد. امیر کبیر انحصار سماورسازی با یارانهٔ دولتی را به استادکاری در اصفهان اعطا کرد.
کشت چای در ایران، از سال ۱۳۱۴ هجری قمری آغاز شد. در این سال، یکی از رجال آن دوره به نام محمد میرزا کاشف السلطنه که به عنوان ژنرال کنسول ایران در هند مأمور به خدمت بود، توانست در بازگشت به ایران، چند بوته چای را با زحمت فراوان وارد ایران کند. وی با توجه به مطالعاتی که بر روی انواع چای و نحوه کشت آن‌ها نموده بود، شهر لاهیجان را به دلیل وجود هوای مناسب برای کشت چای انتخاب کرد. این شهر امروز به عنوان مرکز کشت چای در ایران درآمده‌است. مقبرهٔ کاشف‌السلطنه در لاهیجان امروز به صورت گنجینهٔ تاریخ چای ایران در لاهیجان درآمده‌است.
سهم ایران ۴ تا ۵/۴ درصد از مصرف کل چای جهان است و کیفیت بالا چای استان گیلان و عطر و طعم دلچسب آن زبانزد همگان است.
در چند سال اخیر صنعت چای ایران دوره تلخی را پشت سر گذاشته که به گواه دست‌اندرکاران، در تاریخ صد ساله صنعت چای ایران بی‌سابقه‌است. در فاصله ژوئن سال ۲۰۱۳ تا مه سال ۲۰۱۴، سازمانی به‌نام صلح سبز هند اقدام به بررسی چای تولید هشت شرکت از ۱۱ شرکت بزرگ حاضر در بازار چای کشور هند را کرد که این شرکت‌ها به ایران، روسیه، آمریکا، انگلیس و امارات و کشورهای دیگر صادرات داشتند. از سوی این سازمان تأیید شد که، چای هندی صادراتی به ایران سمی است. نمونه‌های برندهای معروف چای هندی که از سوی بازوی سازمان صلح سبز در این کشور مورد بررسی قرار گرفته‌اند آلوده به سطح بالایی از مواد شیمیایی خطرناک بوده‌است.

## نگارخانه

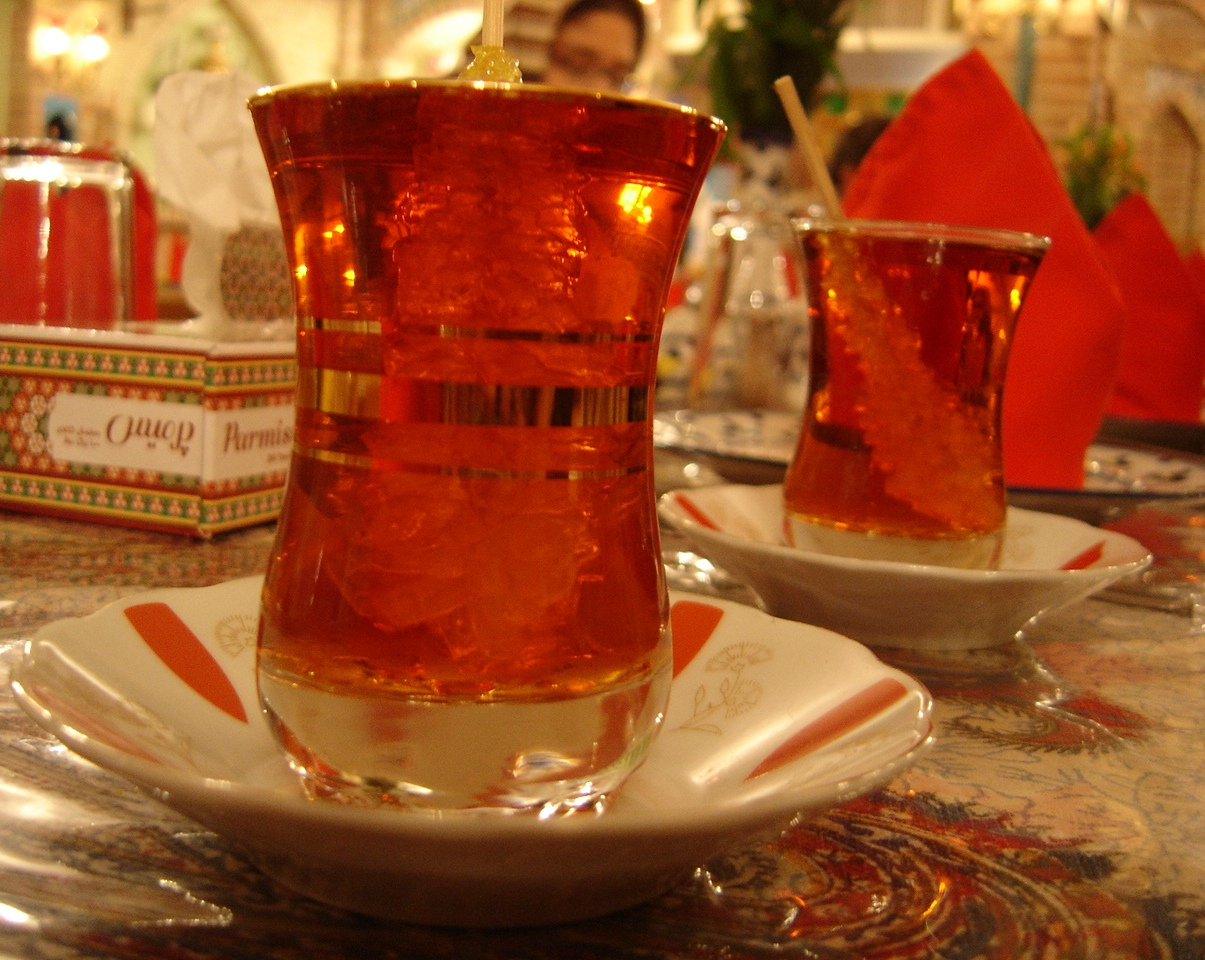
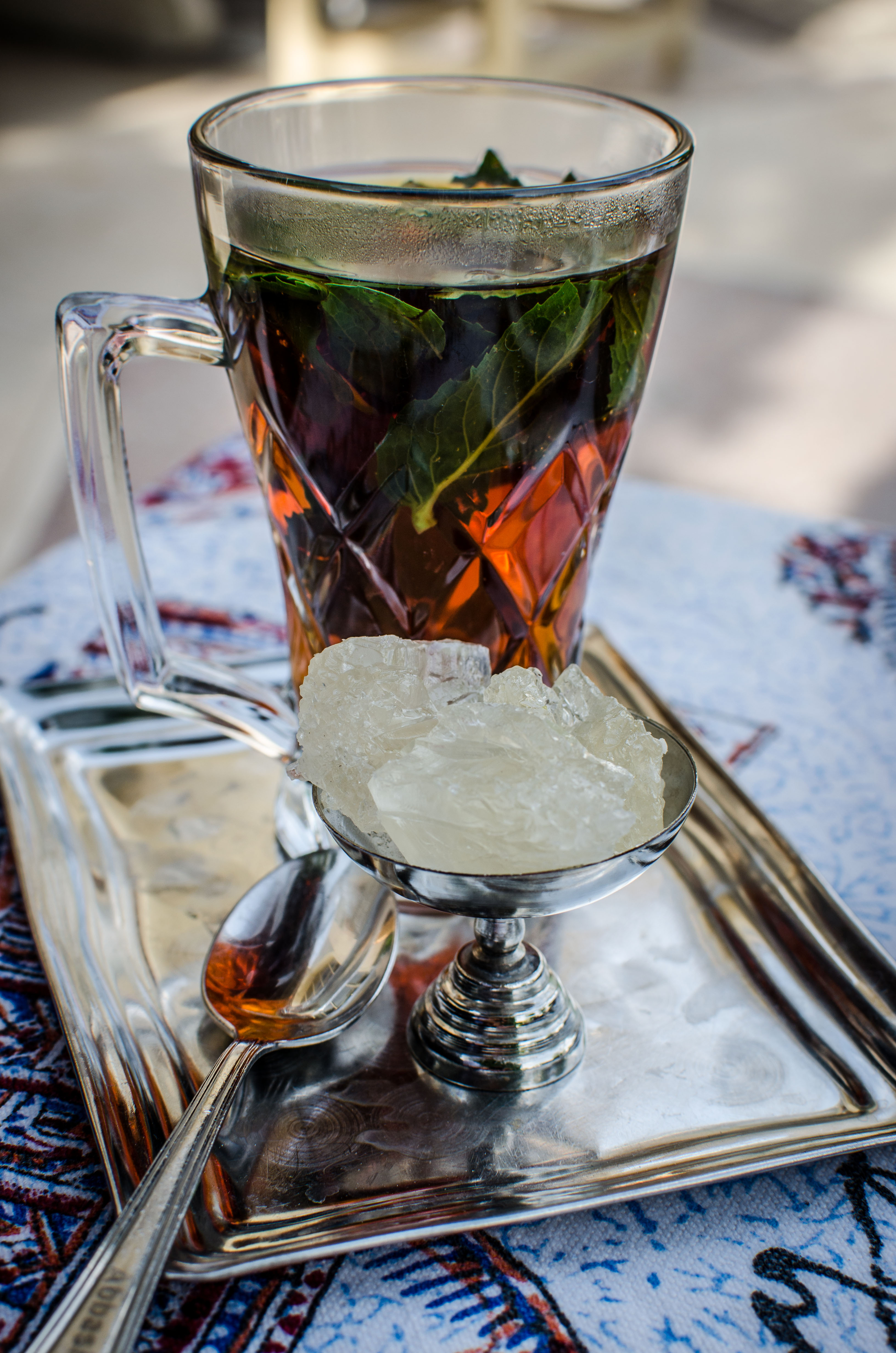
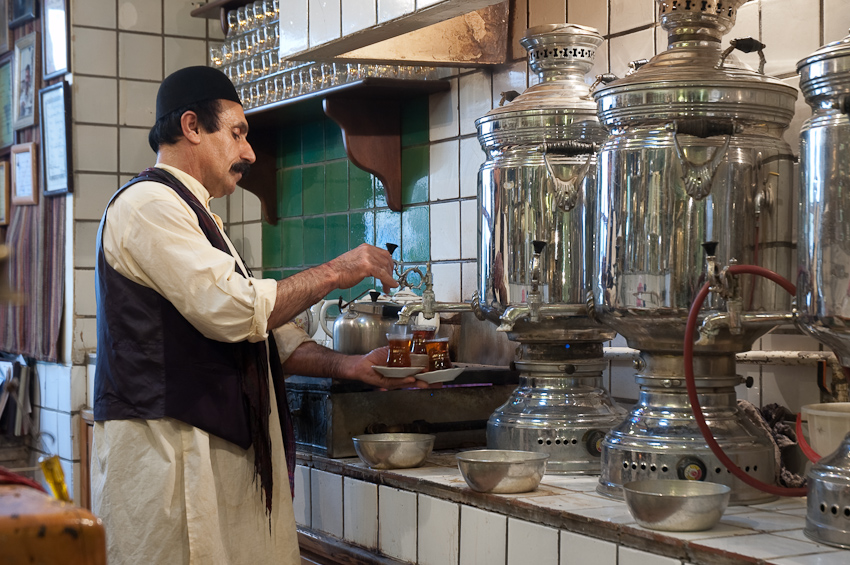
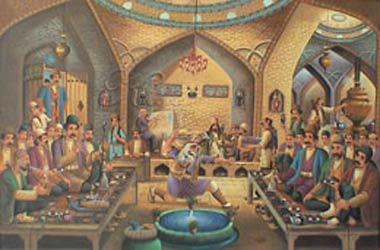
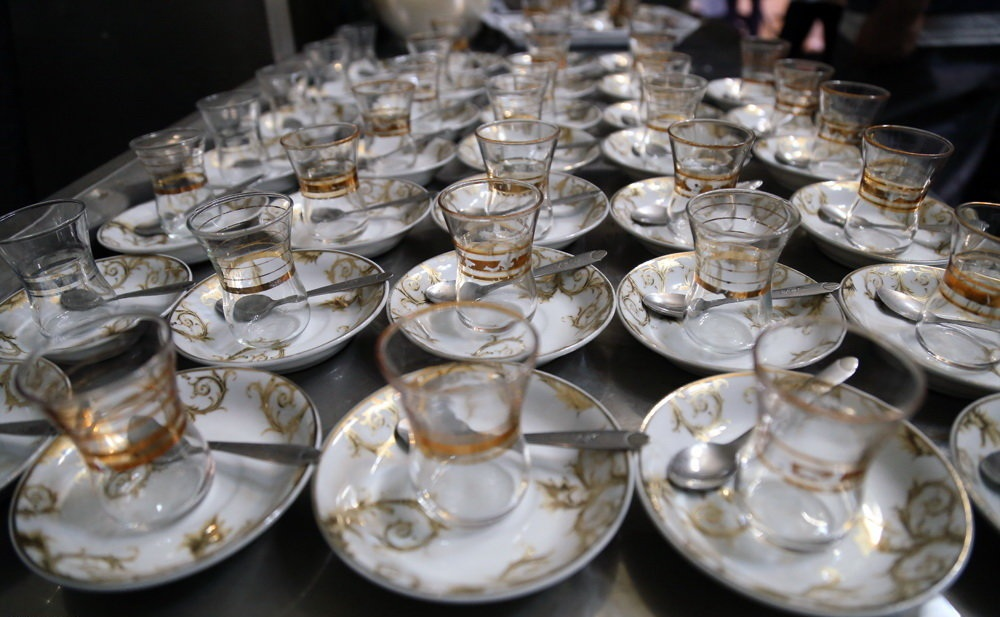
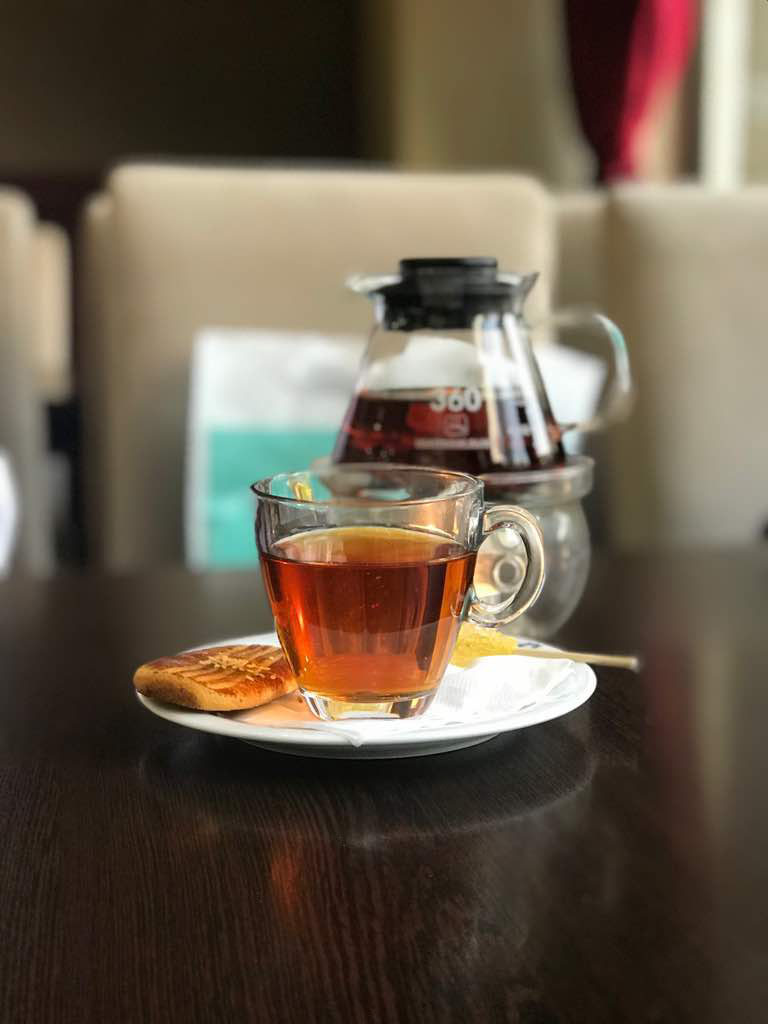
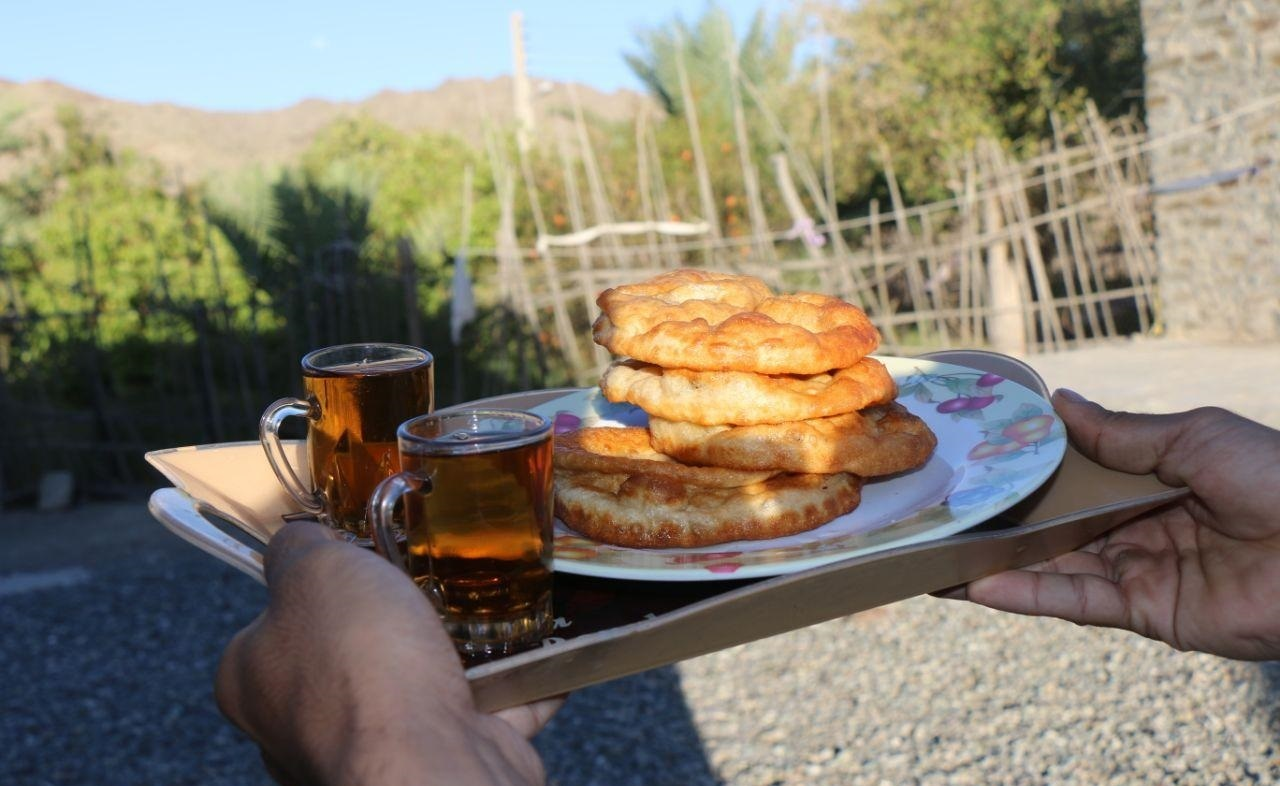